# بازی بزرگ

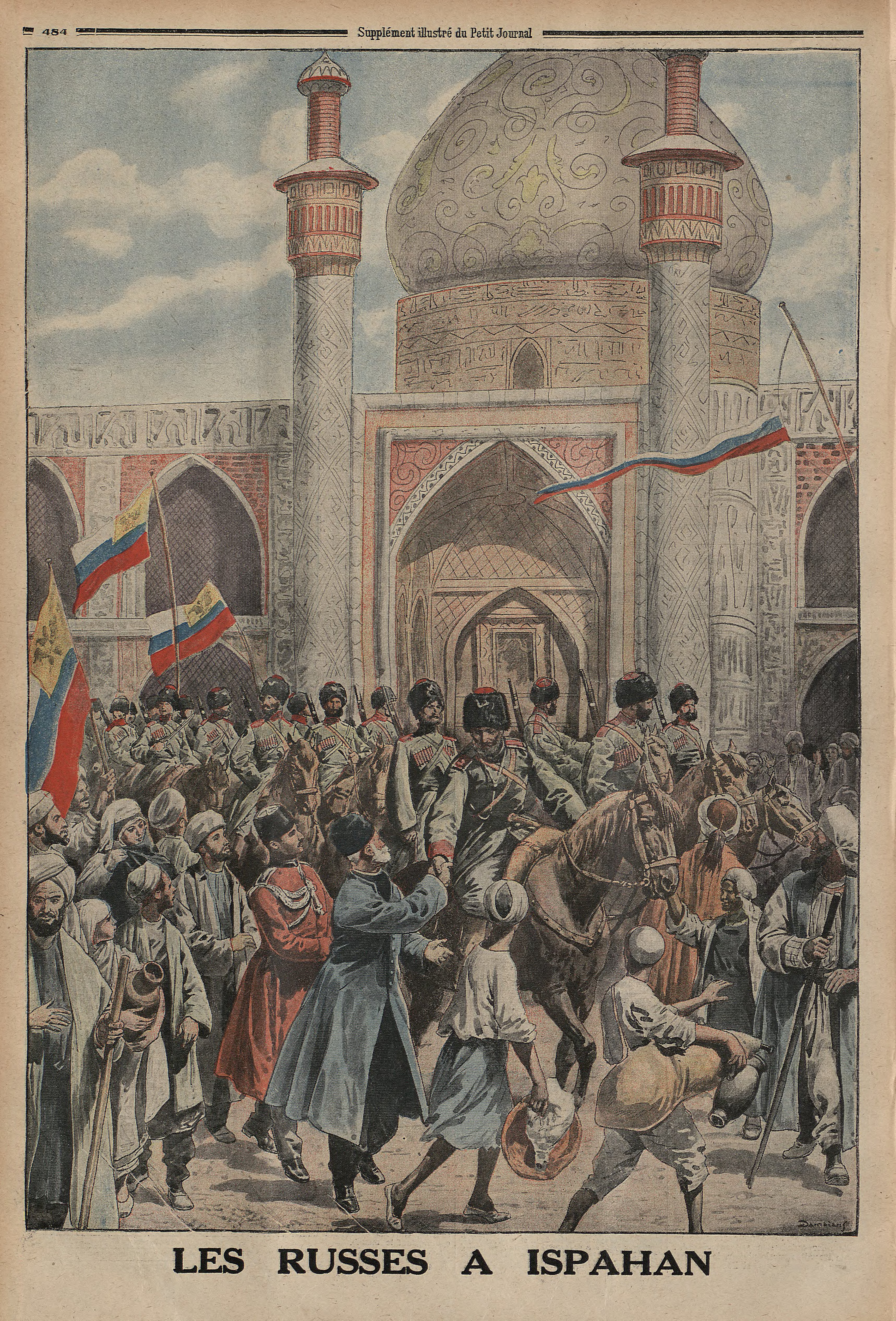
تصویری از مجلهٔ لو پتی (چاپ ۲۳ آوریل ۱۹۱۶) که در آن نیروهای روسی را نشان می‌دهد که در اصفهان در حال حرکت هستند. ورود نیروهای بیگانه بر اساس رقابت‌های بازی بزرگ صورت می‌گرفت

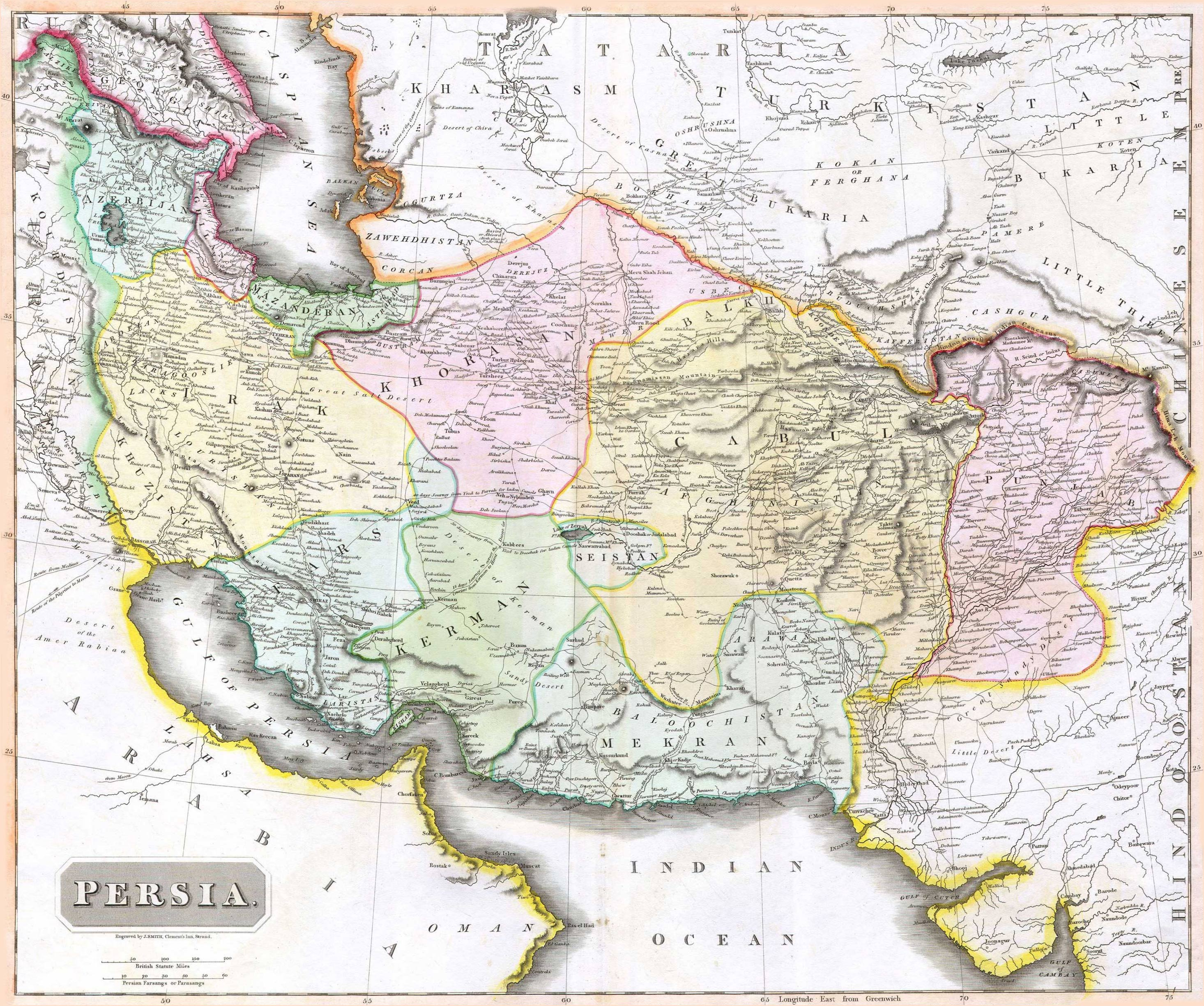
نقشه‌ای از ایران در سال ۱۱۹۳ (۱۸۱۴ م) و آغاز بازی بزرگ

بازی بزرگ نامی است که به رقابت‌های سیاسی و نظامی دو امپراتوری استعماریبریتانیا و روسیهٔ تزاری در آسیای مرکزی داده شده‌است. این رقابت‌ها تقریباً در تمام سدهٔ ۱۹ میلادی تداوم داشت. علاوه بر کشورهای واقع در آسیای مرکزی، مجموع این رقابت‌ها تأثیرات مستقیمی بر کشورهایی چون ایران قاجاری، هند بریتانیا و منطقهٔ تبت داشته‌است.
مسابقات سایه‌ها عنوان دیگری است که به رقابت‌های میان این دو ابرقدرت زمان در مناطق آسیای مرکزی شامل افغانستان، ایران و سایر امیرنشین‌ها یا خان‌نشین‌های این مناطق داده‌اند. این رقابت‌ها از اوایل سدهٔ نوزدهم م. یعنی تقریباً پس از معاهدهٔ گلستان مابین روسیه و ایران آغاز شد و تا سقوط امیرنشین بخارا و پس از آن، تا انقلاب اکتبر روسیه ادامه داشت. این عنوان به‌طور غیررسمی پس از جنگ جهانی دوم و وضعیت پسااستعماری آن در توصیف طرح‌های ژئوپلیتیک ابرقدرت‌ها و قدرت‌های منطقه‌ای زمان به‌عنوان حوزهٔ نفوذ ژئوپلیتیکی در مناطق ایران و افغانستان داده شد.
اصطلاح «بازی بزرگ» را به آرتور کانولی نسبت داده‌اند او به عنوان یک افسر اطلاعاتی در کمپانی هند شرقی بریتانیا مشغول به فعالیت بود. رودیارد کیپلینگ در رمان نوشتهٔ خودش با عنوان «کیم» این اصطلاح را بر سر زبان‌ها انداخت.
بریتانیا از توسعهٔ روسیهٔ تزاری به سمت هند از طریق آسیای مرکزی می‌ترسید. درحالی‌که روسیه از گسترش منافع بریتانیا در آسیای مرکزی واهمه داشت. در این تنش ایجاد شده فضای عمیقی از بی‌اعتمادی و صحبت از جنگ بین دو امپراتوری استعماری اروپایی وجود داشت. درحالی‌که روسیه به فتح آسیای مرکزی ادامه می‌داد، بریتانیا حفاظت از همهٔ راه‌های دسترسی روسیه به هند را در اولویت قرار داده بود. برخی از مورخان تاریخ روسیه به این نتیجه رسیده‌اند که پس از سال ۱۸۰۱ میلادی، روسیه حداقل قصد یا برنامه‌هایی در مورد هند داشته‌است و بیشترین نتیجهٔ تنش موجود، عمدتاً به سوءظن و ترس بریتانیا مربوط می‌شده. اگرچه نقشه‌ها و برنامه‌های تهاجم متعدد قرن نوزدهمی از جمله نقشه‌های دوهامل و خرولف (Duhamel and Khrulev plans)، جنگ کریمه (۱۸۵۳–۱۸۵۶) و برنامه‌ها و نقشه‌های بعدی که هرگز محقق نشدند توسط مورخان دیگری به عنوان شواهدی علیه این ادعا استفاده شده‌اند.
طبق یک دیدگاه رایج، بازی بزرگ در ۱۲ ژانویهٔ ۱۸۳۰ آغاز شد، زمانی که رئیس هیئت کنترل هند لرد النبرو ،لرد ویلیام بنتینک، نایب‌السلطنهٔ هند را مأمور ساخت یک مسیر تجاری جدید به امارت بخارا ایجاد کند. بریتانیا قصد داشت بر امارت افغانستان تسلط یابد و آن را تحت‌الحمایه قرار دهد و از امپراتوری عثمانی، ایران قاجاری، خانات خیوه و امارت بخارا به عنوان کشورهای حائلی استفاده کند که مانع گسترش روسیه می‌شوند. این امر با جلوگیری از دستیابی روسیه به بندرهای آبی در خلیج فارس یا اقیانوس هند، از هند و همچنین مسیرهای تجاری دریایی کلیدی بریتانیا محافظت می‌کند. روسیه افغانستان را به عنوان منطقهٔ بی‌طرف پیشنهاد کرد. از نتایج بازی بزرگ می‌توان به جنگ اول شکست‌خوردهٔ انگلیس و افغانستان در سال ۱۸۳۸، جنگ اول انگلیس و سیک در سال ۱۸۴۵، جنگ دوم انگلیس و سیک در سال ۱۸۴۸، جنگ دوم انگلیس و افغانستان در سال ۱۸۷۸، و الحاق خوقند به روسیه اشاره نمود.
برخی از مورخان پایان بازی بزرگ را با امضای پروتکل‌های کمیسیون مرزی پامیر (Pamir Boundary Commission protocols) در ۱۰ سپتامبر ۱۸۹۵ مرتبط می‌دانند. این پروتکل‌ها مرزهای بین افغانستان و امپراتوری روسیه را مشخص کرد. دیگر مورخان، بازی بزرگ را با امضای قراداد سن پیترزبوردگ در ۳۱ اوت ۱۹۰۷ به پایان می‌رسانند.

## بازیگران بازی بزرگ
سر الکساندر برنز، هنری پاتینجر، دوست‌محمد خان، آرتور کانولی، چارلز استاددارت

## وقایع مهم در جریان بازی بزرگ
جنگ نخست ایران و روسیه، جنگ دوم ایران و روسیه، عهدنامهٔ ترکمانچای، عهدنامهٔ گلستان، قتل الکساندر گریبایدوف، جنگ نخست انگلیس و افغانستان، جنگ دوم انگلیس و افغانستان

## مکان‌های سرنوشت‌ساز در بازی بزرگ
قفقاز، قفقاز جنوبی، قندهار، کابل، قلعهٔ بالاحصار کابل، غزنی، تهران، تفلیس، بخارا، سمرقند، مرو، خوقند، تاشکند، خیوه، کلکته

## برای مطالعهٔ بیشتر
- Alder, G. J. "Standing Alone: William Moorcroft Plays the Great Game, 1808-1825." International History Review 2#2 1980, pp. 172–215. online
- Becker, Seymour (2005), Russia's Protectorates in Central Asia: Bukhara and Khiva, 1865–1924 (PDF), RoutledgeCurzon, London, ISBN 978-0-415-32803-6, archived from the original (PDF) on 10 October 2016, retrieved 18 August 2016
- Dean, Riaz (2019). Mapping The Great Game: Explorers, Spies & Maps in Nineteenth-century Asia. Oxford: Casemate (UK). ISBN 978-1-61200-814-1.
- Ewans, Martin (2002), Afghanistan: A Short History of Its People and Politics, HarperCollins, ISBN 978-0-06-050508-0
- Ewans, Martin (2012), Securing the Indian Frontier in Central Asia: Confrontation and Negotiation, 1865–1895, RoutledgeCurzon, Oxon. UK, ISBN 978-0-415-31639-2
- Fremont-Barnes, Gregory. The Anglo-Afghan Wars 1839–1919 (Bloomsbury Publishing, 2014).
- Fromkin, David. "The great game in Asia" Foreign Affairs 58#4 (1980), pp. 936–951.
- Hopkirk, Peter. The Great Game: The Struggle for Empire in Central Asia (NY: Kodansha, 1990_. Illus. 564p. maps. [Original title, UK: The Great Game: On Secret Service in High Asia], popular military history
- Ingram, Edward. Commitment to Empire: Prophecies of the Great Game in Asia, 1797–1800 (1981) 431pp.
- Ingram, Edward. Beginning of the Great Game in Asia, 1828–1834 (1979)
- Ingram, Edward (1980). "Great Britain's Great Game: An Introduction". The International History Review. 2 (2): 160–171. doi:10.1080/07075332.1980.9640210. JSTOR 40105749.
- Khodarkovsky, Michael. "The Great Game in the North Caucasus." Canadian-American Slavic Studies 49.2-3 (2015): 384–390.
- Klein, Ira. “The Anglo-Russian Convention and the Problem of Central Asia, 1907-1914. ” Journal of British Studies 11#1 1971, pp. 126–147. online
- Mahajan, Sneh (2001), British Foreign Policy 1874–1914: The Role of India (PDF), Routledge, ISBN 978-0-415-26010-7, archived from the original (PDF) on 10 October 2016
- Mohl, Raymond A. "Confrontation in Central Asia, 1885" History Today (مارس ۱۹۶۹), Vol. 19 Issue 3, pp 176–183 online.
- Morgan, Gerald (1973), "Myth and Reality in the Great Game", Asian Affairs, 4 (1): 55–65, doi:10.1080/03068377308729652
- Morgan, Gerald (1981), Anglo-Russian Rivalry in Central Asia: 1810–1895, Epilogue by Lt. Col. (retd) Geoffrey Wheeler, Routledge, London, ISBN 978-0-7146-3179-0
- Preston, Adrian. “Frustrated Great Gamesmanship: Sir Garnet Wolseley's Plans for War against Russia, 1873-1880. ” International History Review 2#2 1980, pp. 239–265. online
- Schimmelpenninck van der Oye, David. "Paul's great game: Russia's plan to invade British India." Central Asian Survey 33.2 (2014): 143–152. On Russia's failed plan to invade India in 1801.
- Schimmelpenninck van der Oye, David. "Russian foreign policy: 1815–1917." in The Cambridge History of Russia (2006): 2:554-574, argues Russia had no intention of attacking India after 1801
- Sergeev, Evgeniĭ. The Great Game, 1856–1907: Russo-British Relations in Central and East Asia (Woodrow Wilson Center Press, 2013).
- Salisbury, Robert (2020). William Simpson and the Crisis in Central Asia, 1884-5. شابک ‎۹۷۸−۱−۵۲۷۲−۷۰۴۷−۳
- Stone, James. "Bismarck and the Great Game: Germany and Anglo-Russian Rivalry in Central Asia, 1871-1890." Central European History (2015): 151-175 online.
- Thornton, A. P. "Afghanistan in Anglo-Russian Diplomacy, 1869-1873." Cambridge Historical Journal 11#2 (1954): 204-18. online.
- Tripodi, Christian. "Grand Strategy and the Graveyard of Assumptions: Britain and Afghanistan, 1839–1919." Journal of Strategic Studies 33.5 (2010): 701–725. online

### Historiography and memory
- Amos, Philip. “Recent Work on the Great Game in Asia. ” International History Review 2#2 1980, pp. 308–320. online
- Becker, Seymour. "The ‘great game’: The history of an evocative phrase." Asian Affairs 43.1 (2012): 61–80.
- Martel, Gordon. "Documenting the Great Game: 'World Policy' and the 'Turbulent Frontier' in the 1890s" International History Review 2#2 1980, pp. 288–308. online
- Morrison, Alexander. "Introduction: Killing the Cotton Canard and getting rid of the Great Game: rewriting the Russian conquest of Central Asia, 1814–1895." (2014): 131–142. online
- Yapp, Malcolm (16 May 2000), "The Legend of the Great Game" (PDF), Proceedings of the British Academy: 2000 Lectures and Memoirs, vol. 111, Oxford University Press, pp. 179–198

### Primary sources
- Ewans, Martin (2004), The Great Game: Britain and Russia in Central Asia, Volume 1, Documents, RoutledgeCurzon, Oxon. UK, ISBN 978-0-415-31639-2
- Imperial Gazetteer of India vol. IV (1908), The Indian Empire, Administrative, Published under the authority of His Majesty's Secretary of State for India in Council, Oxford at the Clarendon Press. Pp. xxx, 1 map, 552¢}}